# Vala Boko
Vala Boko, född 16 april 2003 på Annemanna stuteri i Ekerö i Stockholms län, är en svensk varmblodig travhäst. Hon tränades av Timo Nurmos och kördes av Jorma Kontio.
Vala Boko tävlade åren 2006–2008 och sprang in 3,9 miljoner kronor på 32 starter varav 17 segrar. Hon tog karriärens största segrar i långa E3 (2006), Breeders' Crown (2006), Stochampionatet (2007) och Grand Prix du Conseil Municipal (2008). Hon kom även på andraplats i Svenskt Trav-Oaks (2006).

## Karriär
Vala Boko debuterade i lopp och tog sin första seger den 14 mars 2006 på Solvalla. Hon var obesegrad i sina sex första starter. I den sjätte staten vann hon långa E3-finalen för ston den 30 juni på Färjestad travbana. Den 1 oktober kom hon på andraplats i Svenskt Trav-Oaks på Solvalla.  I säsongens sista start vann hon finalen av Breeders' Crown för treåriga ston den 18 november på Axevalla travbana. Totalt vann hon 9 av 13 starter under debutsäsongen 2006.
Säsongen 2007 vann hon bland annat Stochampionatet på Axevalla travbana den 22 juni. Hon vann även uttagningslopp till Svenskt Travderby den 21 augusti på Jägersro. I finalen av Svenskt Travderby den 2 september på Jägersro var hon spelad till tredjehandsfavorit (odds 6.3), men slutade oplacerad bakom vinnaren Commander Crowe. Hon var det enda stoet i 2007 års upplaga av Svenskt Travderby. Totalt vann hon 7 av 10 starter under säsongen 2007. Hon gjorde sin sista säsong 2008 då hon tävlade i Frankrike. Hon segrade bland annat i Grupp III-loppet Grand Prix du Conseil Municipal den 5 juli.
Efter karriären har Vala Boko varit avelssto.